# Likoma

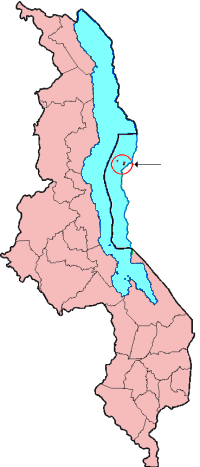
Posizione geografica di Likoma. La cartina mostra il Malawi (territorio e acque territoriali)

L'isola di Likoma (Likoma Island in inglese) è la maggiore delle due isole abitate del Lago Malawi, Likoma e Chizumulu. Pur trovandosi nei pressi della costa orientale del lago, in acque territoriali del Mozambico, Likoma e Chizumulu appartengono politicamente al Malawi, e insieme costituiscono il distretto di Likoma.

## Geografia
L'isola ha una superficie di 18 km², e si trova nella parte nord-orientale del lago, 7 km a nordovest di Cobue (Mozambico). La città del Malawi più vicina è Chintheche.

## Storia
Nel 1880 fu creata a Likoma la sede principale della University Mission of Central Africa, la missione fondata da David Livingstone. La presenza di questa istituzione fu uno dei motivi che portarono Likoma a essere assegnata al Malawi anziché al Mozambico quando si tracciarono i confini dei due paesi dopo la seconda guerra mondiale.

## Ambiente naturale

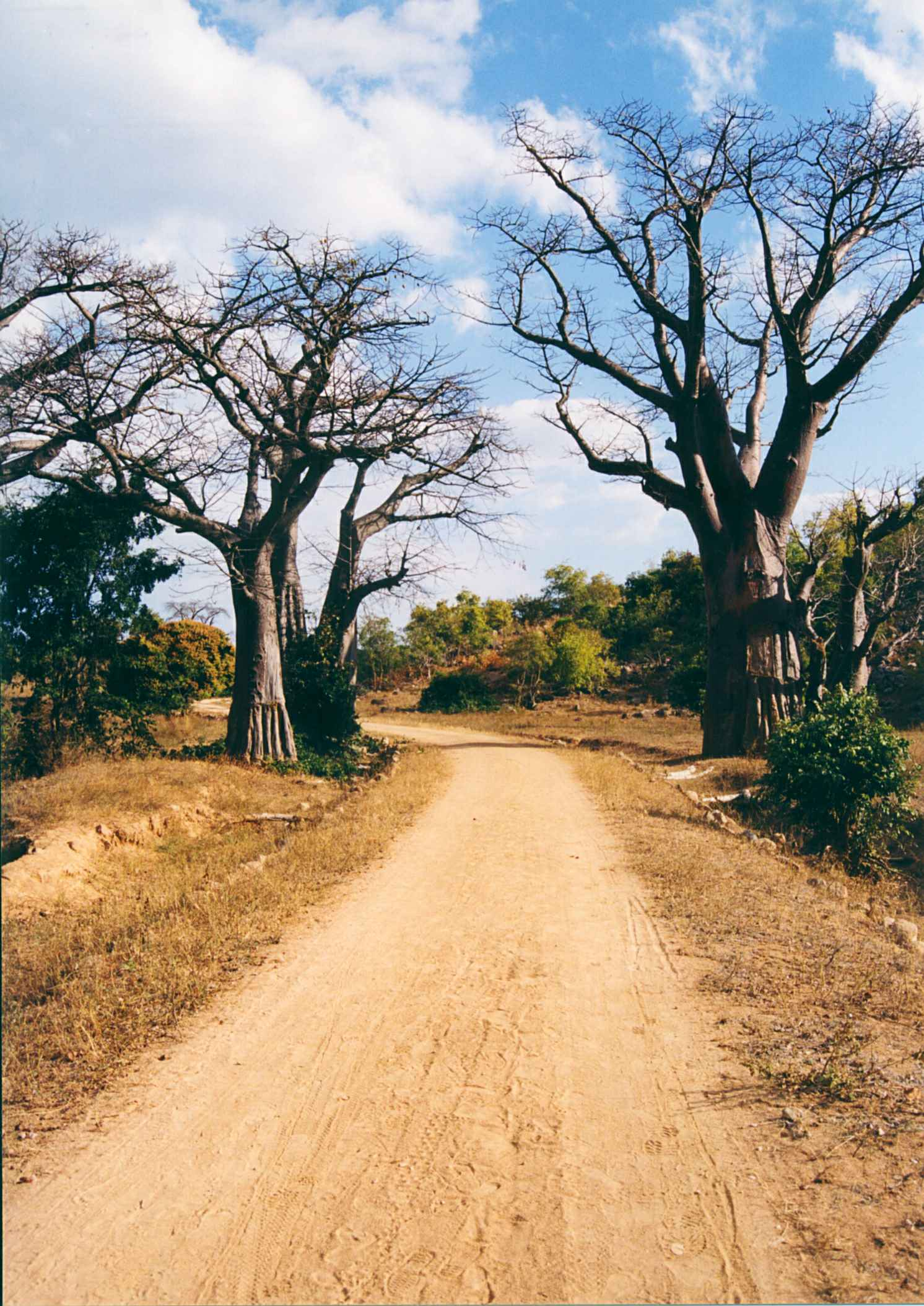
Alberi di baobab

Nonostante la notevole densità di popolazione, Likoma presenta un ambiente naturale in gran parte incontaminato.
La costa alterna tratti rocciosi, baie sabbiose e paludi. La vegetazione spontanea comprende tra l'altro numerosi baobab e alberi di mango. La fauna consiste principalmente di piccoli rettili, anfibi, uccelli e artropodi anche piuttosto insoliti, come i ragni scorpione. In alcuni tratti della costa sono presenti coccodrilli. Nei pressi della costa vivono numerose specie di Ciclidi e altri pesci d'acqua dolce; diverse specie e sottospecie, come il Labidochromis caeruleus likomae, sono endemiche di Likoma.

## Presenza umana
L'isola è densamente popolata (circa 7000 persone); la popolazione locale è principalmente dedita alla pesca, solo in misura minore all'agricoltura (principalmente riso e manioca).
Le etnie principali sono Nyanja (60%) e Tonga (25%), ma sono presenti anche altri gruppi come Tumbuka, Yao, Chewa e altri. La popolazione è distribuita in una dozzina di villaggi. Lo sviluppo economico dell'isola, come in gran parte del Malawi, è minimo.

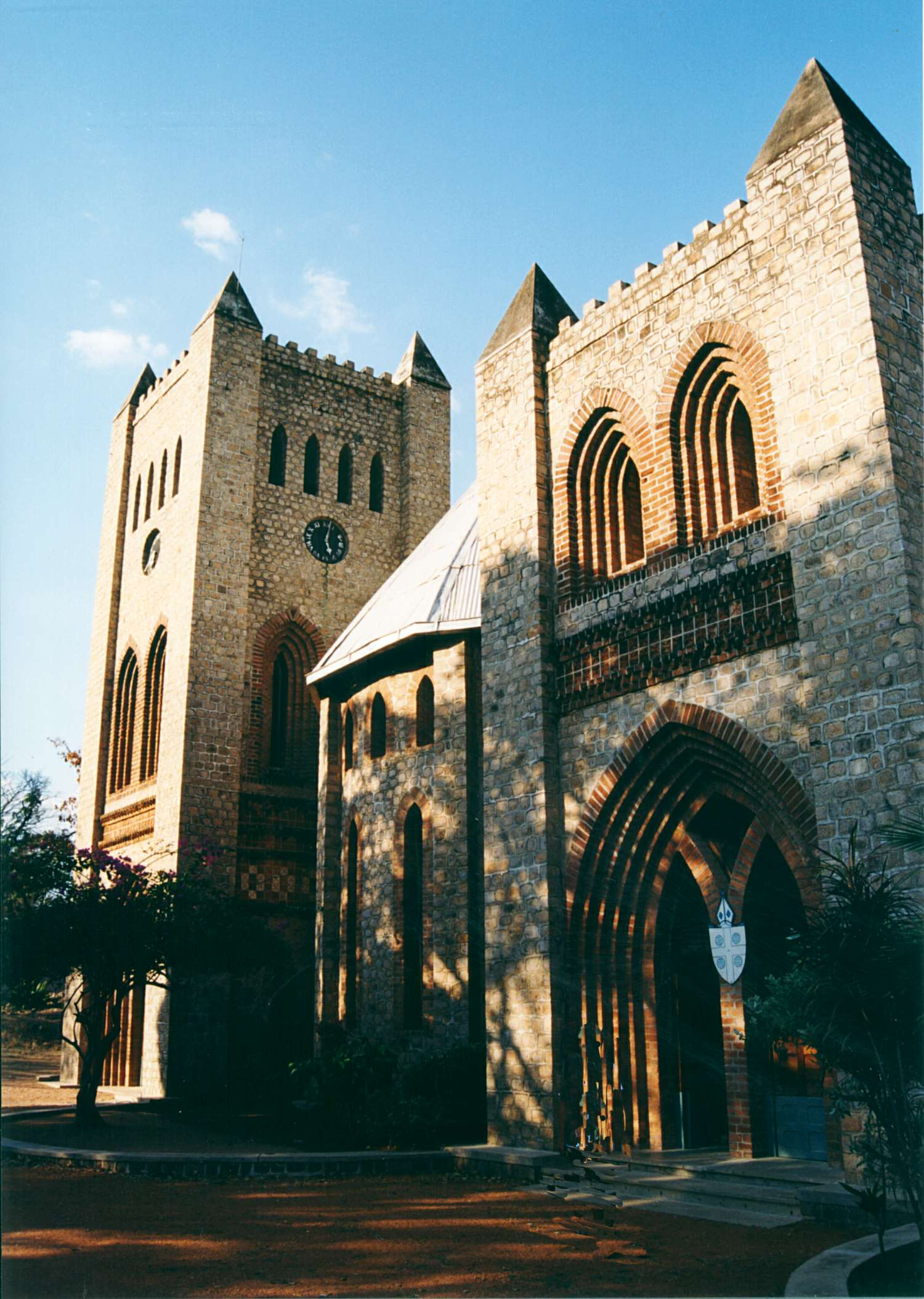
La cattedrale di St. Peter

Nella cittadina principale, anch'essa chiamata Likoma, si trova un mercato molto attivo. Caratteristica peculiare del mercato è il grande baobab cavo, avvolto da un ficus strangolatore, che viene usato dai commercianti come deposito per le merci. Monumento notevole di Likoma è la cattedrale anglicana di San Pietro (St. Peter), costruita a partire dal 1903, una delle più grandi dell'Africa.
L'isola non ha strade asfaltate (e pochissimi veicoli a motore). Solo recentemente il governo ha donato all'isola una rete elettrica, pare come ricompensa per il sostegno elettorale ottenuto in questo distretto. C'è una modesta infrastruttura telefonica, ma le poche istituzioni che dispongono di un accesso a Internet sfruttano un sistema di accesso alla rete via radio. La scolarizzazione è invece molto diffusa.
A causa della povertà della popolazione locale e dell'assenza di strutture ospedaliere, l'isola soffre di una situazione sanitaria piuttosto critica. La malaria, diffusa in diverse regioni del Malawi, non è presente a Likoma.
Likoma è stata recentemente oggetto di uno studio scientifico sull'epidemiologia del virus dell'HIV e di altre malattie a trasmissione sessuale.

## Trasporti e turismo
L'isola è collegata all'entroterra attraverso una piccola pista di atterraggio per aerei da turismo e dal servizio di traghetti MV Ilala che serve le principali località che si affacciano sul lago. Sull'isola si trova un lodge di lusso, il Kaya Mawa, gestito secondo principi ecoturistici. La località è nota come una delle migliori del lago per lo snorkeling e le immersioni.